# Tivùsat
 (janvier 2022).
Si vous disposez d'ouvrages ou d'articles de référence ou si vous connaissez des sites web de qualité traitant du thème abordé ici, merci de compléter l'article en donnant les références utiles à sa vérifiabilité et en les liant à la section « Notes et références ».
tivùsat est un bouquet de chaînes télévisées italiennes par satellite. Cette plate-forme est comparable à TNTSAT, Fransat en France et à Freesat (en) en Angleterre. Elle est accessible depuis les satellites Eutelsat Hotbird, à 13°E.
L'accès au bouquet est gratuit (pas d'abonnement mensuel) mais il nécessite l'obtention d'une carte d'accès conditionnel Tivùsat, activée après enregistrement préalable, ceci afin de protéger les contraintes territoriales de certains programmes (Sport, films...) 

## Historique de la plate-forme tivùsat
tivùsat est officiellement lancée le 31 juillet 2009.

### Lancement de la CAM CI tivùsat
En 2010, la CAM CI tivùsat est lancée : Conditional Access Module (en français module d'accès conditionnel) qui est un module électronique pouvant être inséré dans l'entrée PCMCIA de certains appareils comme des téléviseurs voir des décodeurs dans le but de donner accès à des fonctionnalités supplémentaires de décryptages.
Le module CAM est utilisé pour donner accès à des chaînes protégées sur tivùsat et pour profiter de la programmation cryptée même sur les télévisions avec un tuner satellite intégré.

### Les premières chaînes HD et les premiers modules CAM HD associés
La même année, l’offre en haute définition est lancée avec la Rai HD sur le canal 101 et les premiers décodeurs HD sont proposés. En 2013, l’offre HD est étendue avec l’arrivée de Rai 1, Rai 2 et Rai 3 en HD. En 2014, les cartes à puce tivùsat HD débutent et remplacent progressivement l’ancien type.

### Les premières chaînes UHD, ultra haute définition et le renforcement des chaines HD
En 2016, les premières chaînes en définition 4K arrivent sur la plate-forme satellitaire, avec une chaîne de démonstration Eutelsat et Rai 4K, qui fait ses débuts lors des coupes Européennes de football. La même année, le service à la demande tivùon est lancé sur le numérique terrestre italien.
En 2017, la Rai complète son offre de chaînes en haute définition sur la plate-forme, et, en même temps, elle est déployée sur les nouveaux décodeurs avec la fonction Easyhd, qui place automatiquement les canaux HD à la place des chaines en définition standard qui se trouvent alors en premier dans numérotation LCN (de l'anglais logical channel numbering qui est une fonction de presque tous les téléviseurs et décodeurs qui permet d'attribuer automatiquement une position prédéfinie dans la liste à chacune des chaînes et services). La même année, Nove HD est lancée : c'est la première chaîne en haute définition du groupe Discovery sur la plate-forme, et les nouvelles CAM CI+ 1.3 sont commercialisées.
En 2018, Mediaset lance son offre HD avec Rete 4, Canale 5, Italia 1 et 20 (venti). Les premières applications Hbbtv et les premiers décodeurs certifiés 4K sont lancés.
En 2019, le groupe Discovery élargit son offre en haute définition sur tivùsat avec cinq chaînes supplémentaires, tandis que la chaine Rai 4K commence à diffuser son propre programme linéaire. La nouvelle CAM CI+ 1.4 est lancée avec la nouvelle génération de cartes à puce 4K basées sur Nagravision Merlin.
En 2020, c’est au tour des versions HD de La7, TV8, Cielo, Paramount Network et TV2000, qui remplacent progressivement leurs versions en définition standard, et de nouveaux modèles décodeurs basés sur Nagravision Merlin sont commercialisés. Entre fin novembre et début décembre, toutes les chaînes Discovery ne sont visibles que sur les appareils HD. À partir du 18 décembre, toutes les versions régionales de la Rai 3 TGR ainsi qu’une réorganisation massive des fréquences Rai arrivent dans la bande de numérotation 300.

### Poursuite du renforcement des chaînes HD et passage au MPEG-4
Le MPEG-4 est un ensemble de normes utilisé pour la compression des signaux audio et vidéo qui permet de compresser des chaînes HD. En comparaison avec le MPEG-2, il est plus efficace et à qualité d'image équivalente, le poids des fichiers obtenu est moindre. Le 28 décembre voit le passage au MPEG-4 des chaînes thématiques Mediaset et de La7d.
Le 12 janvier 2021, pour compléter l’offre des chaînes gratuites en haute définition du groupe Discovery, arrive la version HD de la chaîne HGTV.
Le 11 mars 2021, les versions HD de VH1 et Spike du groupe Viacom ont été ajoutées à Paramount Network HD.
À partir du 1er juillet 2021, Super ! passe au MPEG-4, tandis que VH1, Spike, Paramount Network et Rete 4 arrêtent la version en définition standard, suivie par Italia 1 le 29 octobre et Canale 5 le 29 décembre ; enfin dans les premiers mois de l'année 2022, c'est au tour de La 7 de ne plus diffuser en simple définition. En ce qui concerne les chaînes Rai, l’arrêt des versions en définition standard des chaînes thématiques a eu lieu le 14 décembre 2021, les généralistes éteindront avec le DTT (TNT italienne)
Parallèlement à cet arrêt, certains canaux Rai HD ont été rendus totalement ou partiellement clairs pour compenser l’absence de ces versions.
Le 14 décembre 2021 débarquent sur la plate-forme Virgin Radio TV et Channel 239 HD.
En 2022, Mediaset lance TwentySeven nouvelle chaîne cinéma et séries qui remplace Paramount Network (en migration vers Paramount+ en Septembre 2022) ainsi que la chaîne Spike (en migration vers Paramount+ en Septembre 2022) qui est remplacée elle par Italia 2 qui poursuit sa route avec une nouvelle programmation à sa place.
Le 3 mars 2022, tivùsat ajoute des diffuseurs ukrainiens à sa liste des chaînes classées en signe de solidarité. Il s'agit des chaînes : 60, Euronews version Russe, 74, UA Tv et 76, Ukraine 24 HD. (fin de la diffusion du canal pour enfant Nickelodeon Ukraine Pluto Tv sur le canal 76 depuis le 30 juin 2023)
L'offre des chaînes HD sur la plate-forme tivùsat se poursuit, le 25 mars 2022 le groupe Cairo communication complète son offre HD en proposant la 7d HD et dès le 17 juillet 2022 c'est le groupe Mediaset qui à son tour propose 10 chaînes HD en plus, portant à 15 l'offre en haute définition.
Le 30 octobre 2022, la chaîne Warner TV complète l'offre HD du groupe Warner Bross Discovery sur tivùsat.
Et à partir du 21 décembre 2022, tous les diffuseurs adopteront uniquement le codage MPEG-4 H.264.
Le 19 mai 2023, les deux chaines pour enfants Boing et Cartoonito du groupe Mediaset basculent en haute définition sur tivùsat. 
À partir du 24 juillet 2023, il sera possible d’accéder sur tivùsat à 2 nouvelles chaînes satellite ZONA DAZN et ZONA DAZN 2 qui diffuseront 7 matchs de la Serie A tous les jours, de LaLiga EA Sports et des programmes originaux, elle seront disponibles au numéro 214 et nunéro 215 de la numérotation des chaînes déjà disponible.
(fin des transmissions depuis le 16 juillet 2025)
Depuis le mois d'octobre 2023, le groupe Wedotv ajoute une gamme de 30 chaînes FAST, dont des chaînes exclusives FAST comme wedo movies, wedo big stories et wedo sports. Les téléspectateurs disposant d'un téléviseur connecté pourront également regarder des contenus AVOD via wedotv via une application HbbTV, accessible via un lien intégré. Cela permettra aux téléspectateurs de basculer entre la chaîne linéaire et le contenu en streaming. A ce jour un canal linéaire sur la position 60 de TivùSAT est déjà disponible.
Tivùsat devient l'offre HD la plus riche en proposant plus de 70 chaînes en haute définition pour le plus grand bonheur du téléspectateur italien et en attendant le 20 décembre 2022 qui sera la date de fin des émissions sur la TNT italienne avec un codage MPEG-2, ce codage disparait dans toute l'Italie.

## Diffusion de tivùsat
tivùsat utilise la flotte des satellites Eutelsat Hot Bird, positionnée à 13° Est, la même position orbitale utilisée par la plateforme payante Sky Italia.
La programmation de tivùsat est gratuite ou cryptée (Free-to-view (en)) selon les chaînes. Bien qu'admissible dans toute la zone de couverture des satellites Eutelsat Hot Bird, donc également en dehors du territoire national, elle n'est légalement utilisable qu'en Italie, dans la Cité du Vatican et dans la République de Saint-Marin, puisqu'elle prévoit parfois des diffusions massives de programmes sans les droits de diffusion nécessaires à l'étranger.
Le système de cryptage choisi par tivùsat est le Nagravision dans ses versions Tiger et Merlin. Il n'est donc pas possible de décoder tivùsat avec un décodeur Sky Italia et vice versa. Pour les canaux partagés entre les deux plates-formes, la technique du double codage est utilisée (à l'exception de La7, qui est présente en deux versions distinctes).
Le décodage du signal est effectué en combinaison avec un appareil certifié par une Smart Card.
L'encodage peut être effectué par le diffuseur ou par tivù Sat lui-même. L'éditeur de la chaîne choisit d'être en clair, brouillé ou de ne crypter que certaines émissions.
Jusqu'en août 2012, il était possible de demander une ou plusieurs cartes à puce tivùsat sur le site officiel de la Rai. Depuis cette date, la Rai, à la suite de la décision du Tribunal administratif régional du Latium du 11 juillet 2012 qui a annulé le paragraphe 3 de l'art. 22 du contrat de service, à fait le choix de stopper la distribution des cartes. Depuis lors, les cartes à puce n'ont été trouvées qu'à l'intérieur des packs décodeurs ou des CAM certifiés.
À l'heure actuelle et par la volonté de Sky Italia, il n'existe aucun décodeur capable d'accéder simultanément aux chaînes payantes de Sky et de tivùsat. La seule exception était le XDome HD 1000 NC décodeur avec CAS Videoguard intégré et avec un slot CI dans lequel il était possible d'insérer un CAM certifié tivùsat. Cependant, il n'est pas possible de syntoniser les fréquences DVB-S2 avec une configuration de 50 Mbit/s ou plus avec le CAM inséré, rendant cette fonctionnalité inutile.
Il existe plusieurs cartes à puce de marque tivùsat.

### Les différents modèles de cartes d'accès à tivùsat
Les premiers modèles de cartes sont les Smardcard tivùsat Tiger qui permettent de recevoir l'ensemble des chaînes italiennes en SD MPEG-2 et les chaînes HD MPEG-4, la seconde génération sont les Smardcard tivùsat HD Tiger qui proposent en plus la réception des chaînes MEZZO et RAI4K, la 3ème génération sont les Smardcard tivùsat Merlin non compatibles avec les chaînes diffusant en ultra HD (RAI4K – Museum 4K – TravelXP 4K – Myzen 4K...) et enfin la dernière génération les Smardcard tivùsat 4K qui elles transmettent l'ensemble des chaînes SD-HD-4K.

### Droits liés à la diffusion de tivùsat
tivùsat met à disposition par satellite la grille complète des programmes de la plupart des chaînes de télévision gratuites des actionnaires de tivù s.r.l., à savoir Rai, Mediaset, Telecom Italia, l'Association des télévisions locales et Aeranti Corallo.
Auparavant, toute la programmation de ces chaînes n'était pas visible par satellite car, pour certains programmes, les droits de diffusion étaient achetés uniquement pour l'Italie.
Les satellites Eutelsat Hot Bird 13° Est, actuellement utilisés par ces sociétés pour la diffusion aux utilisateurs de leurs chaînes de télévision couvrent une zone beaucoup plus vaste que l'Italie. Les programmes dont les droits de transmission pour l'Italie uniquement ont été achetés par satellite sont alors cryptés pour éviter qu'ils ne soient visionnés à l'étranger.
L'un des principaux objectifs des actionnaires de tivù s.r.l. est en effet de rendre disponible toute l'offre gratuite de numérique terrestre italien par satellite en Italie afin d'offrir une alternative à ceux qui ne sont pas totalement ou partiellement couverts par le signal terrestre. Selon les déclarations du président de tivù s.r.l., Luca Balestrieri, tivùsat est ouvert à tous les opérateurs numériques terrestres.

### Bonus TV tivùsat
À la suite des nouvelles normes de diffusion du signal numérique qui deviendront opérationnelles à partir de l'année 2022 (8 mars 2022) pour l'achat d'un décodeur ou d'un téléviseur certifié tivùsat pour la réception satellite, le ministère du développement économique en Italie propose une aide pouvant aller jusqu'à 30 euros par famille suivant un seuil de revenu annuel fixé à moins de 20 000 euros. Le Bonus TV est disponible jusqu'au 31 décembre 2022 ou jusqu'à épuisement des ressources allouées.

## Mascotte publicitaire de tivùsat
Depuis la naissance de tivùsat un personnage emblématique du milieu publicitaire accompagne les téléspectateurs italiens dans la promotion de l'offre satellitaire gratuite tivùsat. Ce mystérieux personnage n'est autre qu'un caméléon, qui porte le nom de Ugo et qui présente le passage aux nouvelles technologies de diffusion numérique en Italie. De nombreux spots, souvent très humoristiques, présentent Ugo en posture de cosmonaute, voir de super héro qui fait le passage entre les anciennes et les nouvelles technologies. Très populaire, Ugo est une mascotte grandeur nature, qui sillonne aussi l'Italie pour promouvoir tivùsat et divertir les enfants qui en sont des grands fans.

### Amadeus fait de l'ombre à Ugo dans la promotion de tivùsat
Depuis le 8 mars 2022, c'est au tour de l'animateur Amadeus, de se charger de recommander tivùsat par des spots publicitaires. Amadeus (Amedeo Umberto Sebastiani) comme les anciennes générations de présentateurs de la RAI et de Mediaset que sont Pippo Baudo et Mike Bongiorno, c'est désormais lui le nouveau visage qui incarne au mieux le petit écran. Et qu'en ces jours où la nouvelle télévision numérique terrestre en Italie arrive, avec la nouvelle norme Dvb-T2 et la transition vers l'encodage Mpeg4. C'est lui qui a décidé de donner quelques « conseils » aux téléspectateurs en vue de l'achèvement de l'extinction de toutes les chaînes SD à partir de l'année 2023.

## Services interactifs tivùsat
L'offre de tivùsat comprend aussi des services interactifs aux standards MHP et HbbTV :
- Rai Tv+ (HbbTV) : cette application, accessible via les chaînes Rai permet de sélectionner les chaînes Rai, de consulter leur guide électronique des programmes, la possibilité de changer de piste audio et de regarder certains contenus, le service est similaire à Mediaset Infinity.
- RaiPlay (MHP et HbbTV) : cette application permet d'accéder au service homonyme Rai à la demande.
- Mediaset Infinity (MHP et HbbTV : cette application permet d'accéder au service Mediaset on demand du même nom.
- tivùlink (MHP) : disponible sur le canal 100 (plus en service depuis le 7 avril 2023), il rassemble toutes les applications  principales de la plateforme.
- RDS Social TV (HbbTV) : cette application permet de voir des informations en direct et d'interagir avec la radio.
- Discovery + (HbbTV) : service à la demande des chaînes Discovery.
- RTL (HbbTV) : permet d'écouter certaines radios du groupe non diffusées par satellite.

## Le site officiel de tivùsat
Dès la création de tivùsat, un site internet est mis à disposition des internautes pour les informer. Si à ses débuts le site avait pour mission principale l'activation des cartes tivùsat, au fur et à mesure des années, celui-ci va proposer de multiples services, dont un guide des programmes détaillés avec un descriptif des chaînes et divers services disponibles avec de nombreuses vidéos pour guider l'internaute, le site présente aussi l'ensemble des dispositifs labellisés tivùsat, permettant d'orienter l'utilisateur dans l'achat du matériel le mieux adapté à la réception de la plate-forme.

## Alternative à tivùsat (offre de continuité de diffusion du service public RAI)
Les Italiens à jour du paiement de la redevance de télévision peuvent depuis 2022 demander une carte Rai Satellite Smart Card
De cette manière, les italiens ont la  possibilité de recevoir l'intégralité de la programmation des chaînes numériques de la Rai via satellite gratuitement, sous réserve d'éligibilité (foyer ne pouvant recevoir le signal TNT dans zone non couverte), la réception des chaines est uniquement pour celles du groupe RAI.
L'utilisateur est désormais libre de choisir d'acheter soit un décodeur certifié tivùsat ou de demander uniquement la carte à puce, à utiliser sur un décodeur préexistant.
La demande de la Rai Satellite Smart Card se fait uniquement via ce site de la RAI. Un organisme certificateur tiers identifié par le Ministère du développement économique effectuera des vérifications techniques spécifiques sur la difficulté de réception du signal TV à l'endroit indiqué lors de la demande. Une fois ces vérifications effectuées, en cas de résultat favorable, l'abonné RAI retirera gratuitement sa carte à puce au siège Rai de sa région ou, moyennant paiement des frais de port, il la recevra à son domicile.

## Chaînes Tv et radios tivùsat
tivùsat ce sont plus de 130 chaînes de télévision avec environ 70 chaînes HD et 7 en 4K. 23 chaînes région (RAI TGR) et plus de 40 radios aussi.
Voir la liste sur le tableau récapitulatif qui présente les plus importantes chaînes de la plate-forme tivùsat.

### Chaînes
| N°      | Nom                        | Propriétaire                 | Format d'image | Note                       |
| ------- | -------------------------- | ---------------------------- | -------------- | -------------------------- |
| 1       | Rai 1 HD                   | RAI                          | 16:9           | généraliste                |
| 2       | Rai 2 HD                   | RAI                          | 16:9           | généraliste                |
| 3       | Rai 3 HD                   | RAI                          | 16:9           | généraliste                |
| 4       | Rete 4 HD                  | Mediaset                     | 16:9           | généraliste                |
| 5       | Canale 5 HD                | Mediaset                     | 16:9           | généraliste                |
| 6       | Italia 1 HD                | Mediaset                     | 16:9           | généraliste                |
| 7       | La7 HD                     | Cairo Communication          | 16:9           | généraliste                |
| 8       | TV8                        | SKY Italia                   | 16:9           | généraliste                |
| 9       | Nove HD                    | Discovery Italia             | 16:9           | généraliste                |
| 10      | Rai 4 HD                   | RAI                          | 16:9           | séries et films            |
| 11      | Iris HD                    | Mediaset                     | 16:9           | séries et films            |
| 12      | La5 HD                     | Mediaset                     | 16:9           | généraliste                |
| 13      | Rai 5 HD                   | RAI                          | 16:9           | généraliste                |
| 14      | Rai Movie HD               | RAI                          | 16:9           | cinéma                     |
| 15      | Rai Premium HD             | RAI                          | 16:9           | fictions et séries         |
| 16      | Mediaset Italia 2 HD       | Mediaset                     | 16:9           | généraliste                |
| 17      | Mediaset Extra HD          | Mediaset                     | 16:9           | généraliste                |
| 18      | TV2000 HD                  | Rete Blu S.p.A               | 16:9           | généraliste                |
| 19      | Cielo                      | Sky Italia                   | 16:9           | généraliste                |
| 20      | 20 Mediaset HD             | Mediaset                     | 16:9           | séries et films            |
| 21      | Rai Sport HD               | RAI                          | 16:9           | sports                     |
| 23      | Rai Storia HD              | RAI                          | 16:9           | histoire                   |
| 24      | Rai News 24 HD             | RAI                          | 16:9           | information                |
| 25      | TGCom24 HD                 | Mediaset                     | 16:9           | information                |
| 26      | Rai Scuola HD              | RAI                          | 16:9           | éducation enfants          |
| 27      | 27 TwentySeven HD          | Mediaset                     | 16:9           | séries et films            |
| 28      | DMAX                       | Discovery Italia             | 16:9           | découverte                 |
| 29      | La7d HD                    | Cairo Editore                | 16:9           | généraliste                |
| 30      | We Do Movies               | wedo tv                      | 16:9           | Cinéma                     |
| 31      | Real Time                  | Discovery Italia             | 16:9           | découverte                 |
| 32      | QVC HD                     | QVC Italia                   | 16:9           | shopping                   |
| 33      | Focus TV HD                | Mediaset                     | 16:9           | documentaire               |
| 34      | Cine 34 HD                 | Mediaset                     | 16:9           | cinéma italien             |
| 35      | Radio Italia TV HD         | Groupe Radio Italia          | 16:9           | musique                    |
| 36      | RTL 102.5 HD TV            | Groupe 102.5                 | 16:9           | musique                    |
| 37      | RTL 102.5 Caliente HD      | Groupe 102.5                 | 16:9           | musique                    |
| 38      | Giallo HD                  | Discovery Italia             | 16:9           | séries                     |
| 39      | Top Crime HD               | Mediaset                     | 16:9           | séries                     |
| 40      | BOING HD                   | Mediaset                     | 16:9           | jeunesse                   |
| 41      | Cartoonito HD              | Mediaset                     | 16:9           | jeunesse                   |
| 42      | Rai Gulp HD                | RAI                          | 16:9           | jeunesse                   |
| 43      | Rai YoYo                   | RAI                          | 16:9           | jeunesse                   |
| 44      | Frisbee                    | Discovery Italia             | 16:9           | jeunesse                   |
| 46      | K2                         | Discovery Italia             | 16:9           | jeunesse                   |
| 47      | Super!                     | VIACOM                       | 16:9           | jeunesse                   |
| 48      | Arte HD                    | Arte France                  | 16:9           | généraliste                |
| 49      | MEZZO                      | Groupe Les Échos-Le Parisien | 16:9           | musique classique          |
| 50      | RDS Social TV HD           | RDS                          | 16:9           | radio tv                   |
| 51      | EQUtv                      | Mipaaf                       | 16:9           | courses hippiques          |
| 52      | ACI Sport TV               | Mediasport Group             | 16:9           | sport auto-moto            |
| 53      | Food Network HD            | Discovery Italia             | 16:9           | chaine de cuisine          |
| 54      | Warner TV Italy HD         | Discovery Italia             | 16:9           | chaine de cinéma et séries |
| 55      | MARCOPOLO TRAVEL TV        | Gruppo Sciscione             | 16:9           | Voyage culturelle          |
| 56      | HGTV Italy HD              | Discovery Italia             | 16:9           | rénovation maisons jardins |
| 57      | Motor Trend HD             | Discovery Italia             | 16:9           | monde du moteur            |
| 58      | Sportitalia Solo Calcio    | Micrì Communication          | 16:9           | sport                      |
| 59      | Euronews                   | SOCEMIE                      | 16:9           | information                |
| 60      | We Do Big Stories HD       | wedo tv                      | 16:9           | documentaire               |
| 61      | Juwelo TV                  |                              | 16:9           | télé-achat                 |
| 63      | Radio Italia Trend TV HD   |                              | 16:9           | musique                    |
| 64      | Radio Kiss Kiss TV HD      |                              | 16:9           | musique                    |
| 65      | Radio Zeta TV HD           |                              | 16:9           | musique                    |
| 66      | Radiofreccia TV HD         |                              | 16:9           | musique                    |
| 67      | Radio Monte Carlo TV       | Mediaset                     | 16:9           | musique                    |
| 68      | Virgin Radio TV            | Mediaset                     | 16:9           | musique                    |
| 69      | France 24 (in English)     |                              | 16:9           | information                |
| 70      | BBC News Europe            |                              | 16:9           | information                |
| 71      | Al Jazeera English HD      |                              | 16:9           | information                |
| 72      | TRT World HD               |                              | 16:9           | information                |
| 73      | NHK WORLD JAPAN HD         |                              | 16:9           | semi-information           |
| 74      | FREEDOM                    |                              | 16:9           | généraliste                |
| 75      | France 24 HD (en Français) |                              | 16:9           | information                |
| 76      | DIM TV                     |                              | 16:9           | généraliste                |
| 77      | Al Jazeera HD              |                              | 16:9           | information                |
| 79      | Sonlife                    |                              | 16:9           | religieux                  |
| 81      | CNBC HD                    |                              | 16:9           | information                |
| 82      | Blomberg European TV       |                              | 16:9           | information                |
| 85      | DW English HD              |                              | 16:9           | information                |
| 86      | Euronews English HD        |                              | 16:9           | information                |
| 87      | CGTN                       |                              | 16:9           | semi-généraliste           |
| 88      | CGTN Documentary           |                              | 16:9           | Documentaire               |
| 89      | Senato                     |                              | 4:3            | public Senat               |
| 90      | Camera Deputati            |                              | 4:3            | public Senat               |
| 91      | KBS World HD               |                              | 16:9           | information                |
| 92      | CCTV 4E                    |                              | 16:9           | semi-généraliste           |
| 93      | San Marino RTV HD          |                              | 16:9           | généraliste                |
| 187     | CGTV                       |                              | 16:9           | généraliste                |
| 202     | RAI Radio 2 Visual         | RAI                          | 16:9           | radio tv                   |
| 210     | RAI 4K                     | RAI                          | 16:9           | généraliste                |
| 220     | Museum TV                  |                              | 16:9           | semi-documentaire          |
| 222     | MyZen 4k                   |                              | 16:9           | esprit loisirs             |
| 225     | TravelXP 4K                |                              | 16:9           | voyage                     |
| 230     | Hotbird 4k1                |                              | 16:9           | divers                     |
| 250     | Padel TV                   |                              | 16:9           | Jeux                       |
| 251     | eClutch Live               |                              | 16:9           | Jeux vidéo                 |
| 252     | eClutch Live 2             |                              | 16:9           | Jeux vidéo                 |
| 253     | GINX                       |                              | 16:9           | Jeux vidéo                 |
| 254     | BIGG TV                    |                              | 16:9           | Manga jeux vidéo           |
| 255     | Gametoon                   |                              | 16:9           | Sport jeux vidéo           |
| 256     | ESport 24                  |                              | 16:9           | Sport jeux vidéo           |
| 301-323 | RAI 3 TGR ...              | RAI                          | 16:9 SD        | généraliste + région       |
| 412     | Teleradio Pace HD          |                              | 16:9           | religion                   |
| 420     | People TV - Rete 7         |                              | 16:9           | semi généraliste           |
| 422     | Telecupole                 |                              | 16:9           | semi généraliste           |
| 444     | Horse TV                   |                              | 16:9           | monde du cheval            |
| 445     | Padre Pio TV HD            | Fondazione Voce di Padre Pio | 16:9           | religieux                  |
| 454     | Parole di vita             |                              | 16:9           | religieux                  |
| 462     | Byo blue                   |                              | 16:9           | semi généraliste           |
| 500     | tivù la guida              |                              | 16:9           | guide TV                   |
| 519     | TRMH24                     |                              | 16:9           | information                |
| 550     | San Marino RTV HD          |                              | 16:9           | généraliste                |
| 601-670 | Radios                     |                              | 16:9           | radios                     |
| 701     | UniNettuno University TV   |                              | 16:9           | éducation                  |
| 815     | Vatican Media Europa       |                              | 16:9           | religieux                  |
| 819     | Videolina                  |                              | 16:9           | semi généraliste           |
| 832     | TVA Vicenza                |                              | 16:9           | semi généraliste           |
| 868     | AI Arte investimenti       |                              | 16:9           | shopping                   |

### Liste des chaînes étrangères sur tivùsat
70.  BBC News

75.  France 24 en français

69.  France 24 en anglais

82.  Bloomberg European TV

77.  Al Jazeera en arabe

71.  Al Jazeera en anglais

85.  Deutsche Welle

73.  NHK World

93.  San Marino RTV